# Verdrag van Sumatra
Het Verdrag van Sumatra (ook wel Sumatraverdrag) werd in 1871 gesloten tussen het Verenigd Koninkrijk en Nederland. Dit was het tweede Sumatra-traktaat tussen deze partijen.
Bij het eerste Sumatra-Traktaat, het Verdrag van Londen uit 1824, was onder andere bepaald dat Atjeh onafhankelijk zou blijven. Bij het Sumatra Verdrag van 1871 werd bepaald dat Nederland de vrije hand kreeg op geheel Sumatra; het Verenigd Koninkrijk zou zich hiertegen niet langer verzetten. In ruil gaf Nederland de bezittingen aan de Goudkust op; de Nederlandse factorijen daar, waaronder het Fort Sint George te Elmina, werden voor 47.000 gulden verkocht aan de Britten. Beide partijen behielden handelsrechten in Atjeh.
In het verdrag werd, als toevoeging en extra betaling, ook het 'rekruteren' van Indiërs uit het Brits-Indië voor contractarbeid in Suriname geregeld. Dit leidde tot de komst van veel Hindoestaanse arbeiders naar die kolonie. Het zijn de voorouders van de Hindoestanen in Suriname en Nederland.
Het verdrag werd in november 1871 door de Nederlandse regering aanvaard.